# Actebia unicolora
Actebia unicolora är en fjärilsart som beskrevs av Igor Kozhanchikov 1925. Actebia unicolora ingår i släktet Actebia och familjen nattflyn. Inga underarter finns listade i Catalogue of Life.